# Europeiska inomhusmästerskapen i friidrott 1978
Europeiska inomhusmästerskapen i friidrott 1978 genomfördes 1978 i Milano, Italien. 

## Medaljörer, resultat

### Herrar

#### 60 m
- 1 Nikolaj Kolesnikov, Sovjetunionen – 6,64
- 2 Petar Petrov, Bulgarien – 6,66
- 3 Aleksandr Aksinin, Sovjetunionen – 6,73

#### 400 m
- 1 Pietro Mennea, Italien  – 46,51
- 2 Ryszard Podlas, Polen  – 46,55
- 3 Nikolaj Tjernjetskij, Sovjetunionen – 46,72

#### 800 m
- 1 Markku Taskinen, Finland  – 1.47,35
- 2 Olaf Beyer, Östtyskland  – 1.47,68
- 3 Roger Milhau, Frankrike – 1.47,80

#### 1 500 m
- 1 Antti Loikkanen, Finland – 3.38,16
- 2 Thomas Wessinghage, Västtyskland – 3.38,23
- 3 Jürgen Straub, Östtyskland – 3.40,20

#### 3 000 m
- 1 Markus Ryffel, Schweiz – 7.49,5
- 2 Emiel Puttemans, Belgien – 7.49,9
- 3 Jörg Peter, Östtyskland – 7.50,1

#### Häck 60 m
- 1 Thomas Munckelt, Östtyskland – 7,62
- 2 Vjatjeslav Kulebjakin, Sovjetunionen – 7,72
- 3 Giuseppe Buttari, Italien  – 7,86

#### Stafett 4 x 400 m
- Ingen tävling

#### Höjdhopp
- 1 Vladimir Jasjtjenko, Sovjetunionen – 2,35
- 2 Rolf Beilschmidt, Östtyskland – 2,29
- 3 Wolfgang Killing, Västtyskland – 2,27

#### Längdhopp
- 1 László Szalma, Ungern – 7,83
- 2 Ronald Desruelles, Belgien – 7,75
- 3 Vladimir Tsepeljov, Sovjetunionen – 7,73

#### Stavhopp
- 1 Tadeusz Slusarski, Polen  – 5,45
- 2 Vladimir Trofimenko, Sovjetunionen – 5,40
- 3 Vladimir Sergijenko, Sovjetunionen – 5,40

#### Trestegshopp
- 1 Anatolij Piskulin, Sovjetunionen – 16,82
- 2 Keith Connor, Storbritannien – 16,53
- 3 Aleksandr Jakovlev, Sovjetunionen – 16,47

#### Kulstötning
- 1 Reijo Ståhlberg, Finland – 20,48
- 2 Wladyslaw Komar, Polen – 20,16
- 3 Geoff Capes, Storbritannien – 20,11

### Damer

#### 60 m
- 1 Marlies Oelsner, Östtyskland – 7,12
- 2 Linda Haglund, Sverige – 7,18
- 3 Ljudmila Storozjkova, Sovjetunionen – 7,27

#### 400 m
- 1 Marina Sidorova, Sovjetunionen  – 52,42
- 2 Rita Bottiglieri, Italien – 53,18
- 3 Karoline Käfer, Österrike – 53,56

#### 800 m
- 1 Ulrike Bruns, Östtyskland – 2.02,3
- 2 Totka Petrova, Bulgarien – 2.02,5
- 3 Mariana Suman, Rumänien – 2.03,4

#### 1 500 m
- 1 Ileana Silai, Rumänien – 4.07,1
- 2 Natalia Maraşescu, Rumänien – 4.07,4
- 3 Brigitte Kraus, Västtyskland – 4.07,6

#### Häck 60 m
- 1 Johanna Klier, Östtyskland – 7,94
- 2 Grażyna Rabsztyn, Polen – 8,07
- 3 Silvia Kempin, Västtyskland – 8,15

#### Stafett 4 x 400 m
- Ingen tävling

#### Höjdhopp
- 1 Sara Simeoni, Italien – 1,94
- 2 Brigitte Holzapfel, Västtyskland – 1,91
- 3 Urszula Kielan, Polen – 1,88

#### Längdhopp
- 1 Jarmila Nygrýnová, Tjeckoslovakien  – 6,62
- 2 Idikó Erdélyi, Ungern  – 6,49
- 3 Sue Reeve, Storbritannien – 6,48

#### Kulstötning
- 1 Helena Fibingerová, Tjeckoslovakien – 20,67
- 2 Margitta Droese, Östtyskland  – 19,77
- 3 Eva Wilms, Västtyskland – 19,24

## Medaljfördelning
| Medaljfördelning |                 |      |        |       |        |
| Plats            | Land            | Guld | Silver | Brons | Totalt |
| 1                | Östtyskland     | 4    | 3      | 2     | 9      |
| 2                | Sovjetunionen   | 4    | 2      | 6     | 12     |
| 3                | Finland         | 3    | 0      | 0     | 3      |
| 4                | Italien         | 2    | 1      | 1     | 4      |
| 5                | Tjeckoslovakien | 2    | 0      | 0     | 2      |
| 6                | Polen           | 1    | 3      | 1     | 5      |
| 7                | Rumänien        | 1    | 1      | 1     | 3      |
| 8                | Ungern          | 1    | 1      | 0     | 2      |
| 9                | Schweiz         | 1    | 0      | 0     | 1      |
| 10               | Västtyskland    | 0    | 2      | 4     | 6      |
| 11               | Bulgarien       | 0    | 2      | 0     | 2      |
|                  | Belgien         | 0    | 2      | 0     | 2      |
| 13               | Storbritannien  | 0    | 1      | 2     | 3      |
| 14               | Sverige         | 0    | 1      | 0     | 1      |
| 15               | Frankrike       | 0    | 0      | 1     | 2      |
|                  | Österrike       | 0    | 0      | 1     | 1      |